# Yabaâna jezik
Yabaâna jezik (ISO 639-3: ybn; jabaana, yabarana), danas možda izumrli sjevernoaravački jezik s lijeve obale Rio Negra, uz pritoke Marauia i Cauaboris, kojim su govorili Yabaâna Indijanci. Etnička populacija iznosi oko 90 (1986 SIL), ali nije poznat nijedan živi govormik međiu njima.
ne smije se brkati s jezikom yabarana [yar] kojim govore Yabarana Indijanci u Venezueli.

## Vanjske poveznice
- Ethnologue (14th)
- Ethnologue (15th)